# 錫赫萊亞鄉
45°30′N 27°07′E / 45.500°N 27.117°E
錫赫萊亞鄉（羅馬尼亞語：Comuna Sihlea, Vrancea），是羅馬尼亞的鄉份，位於該國東部，由弗朗恰縣負責管轄，面積88平方公里，海拔高度105米，2002年人口5,364，人口密度每平方公里61人。